# Port lotniczy Hongkong

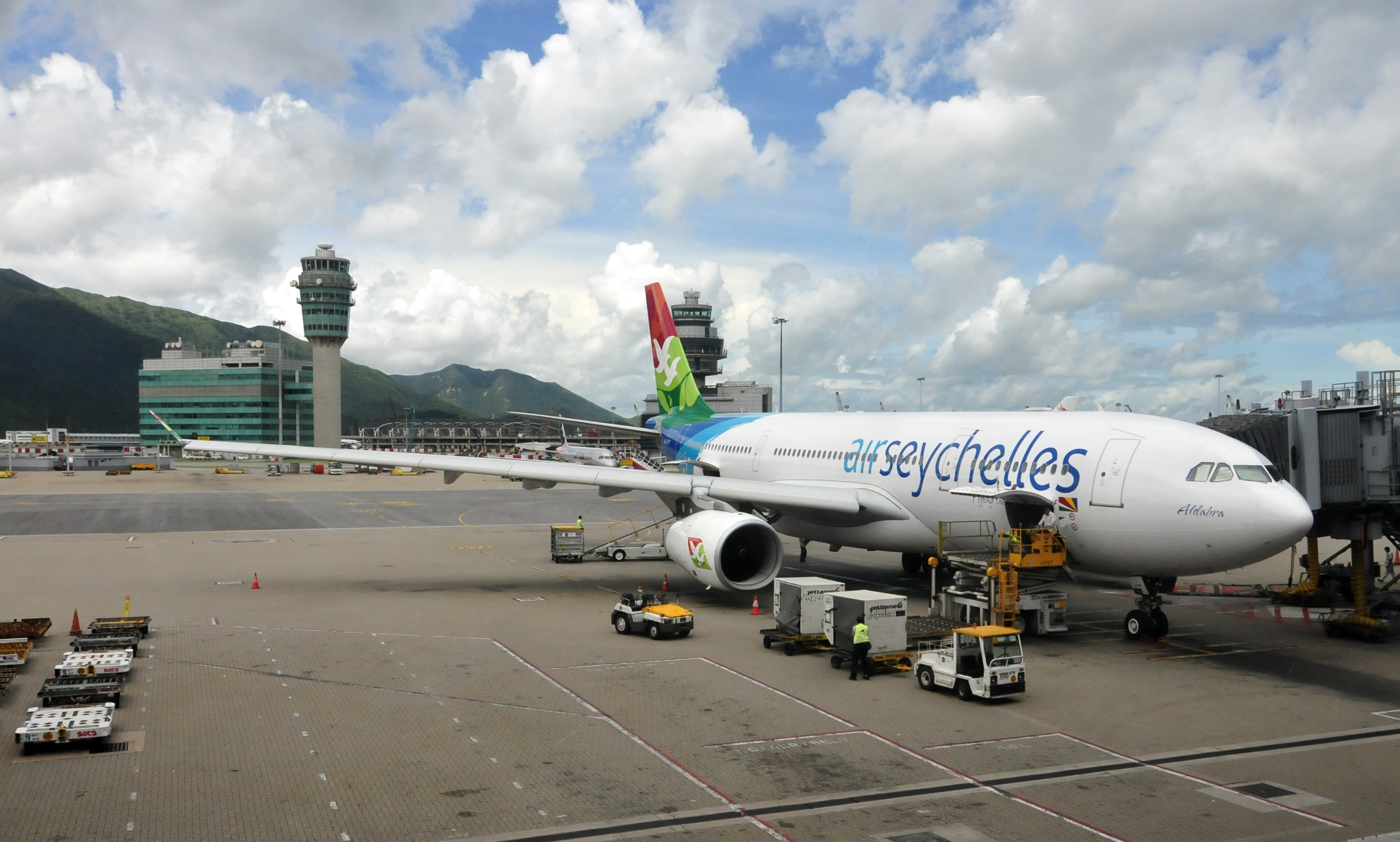
Airbus A330-200 (Air Seychelles) i wieża kontroli lotów

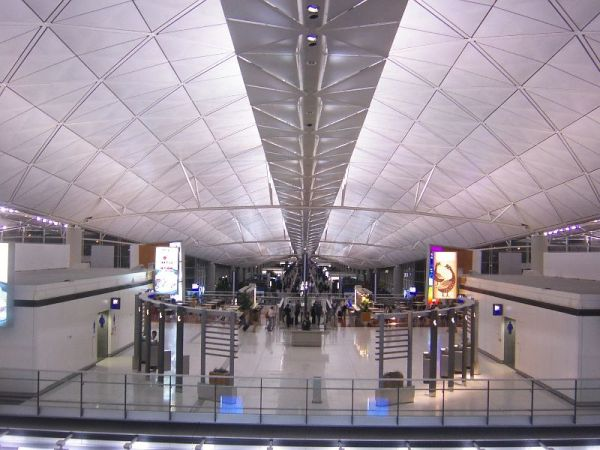
Wnętrze terminala międzynarodowego zaprojektowanego przez pracownię Normana Fostera

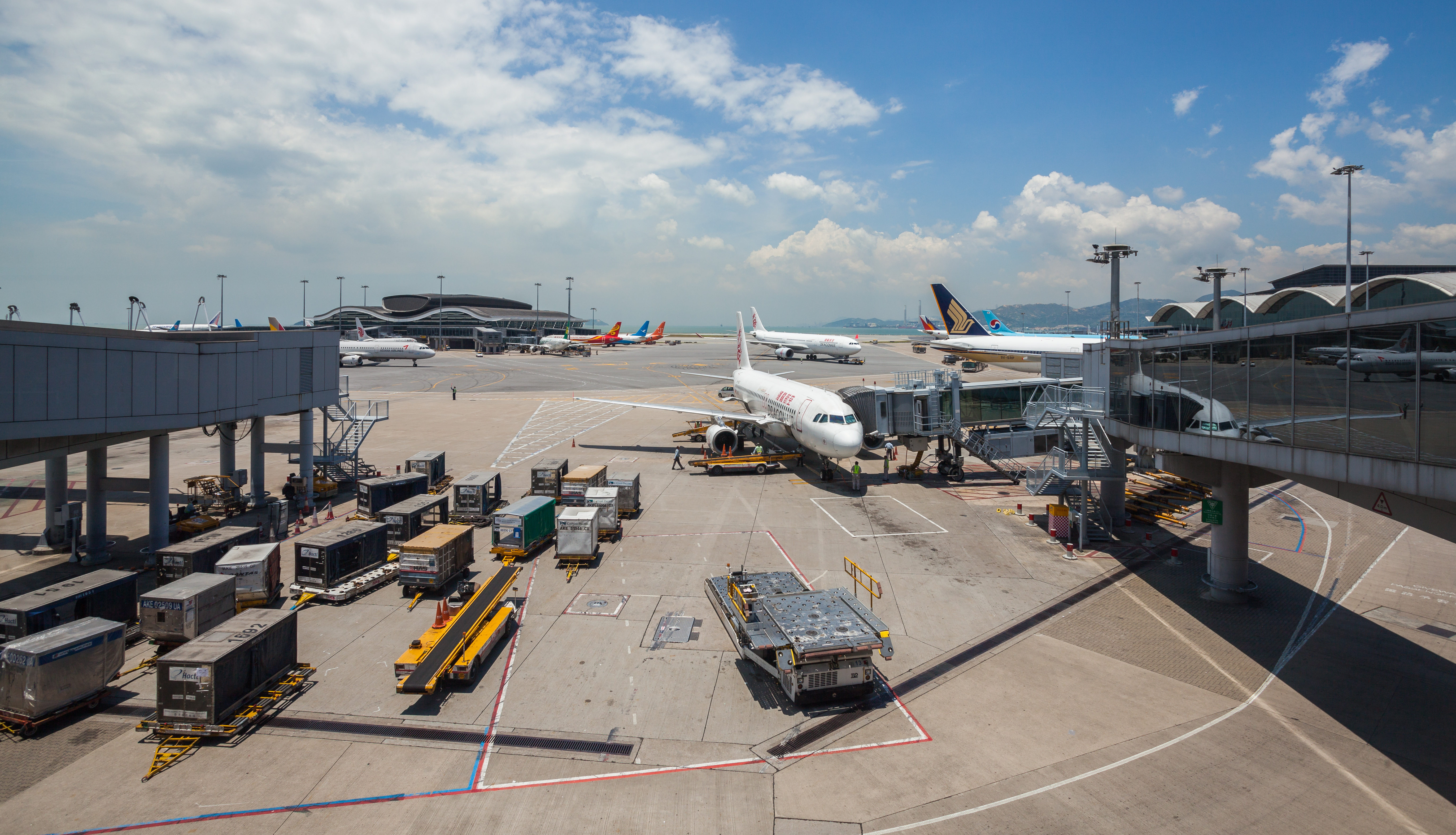
Na zewnątrz terminalu

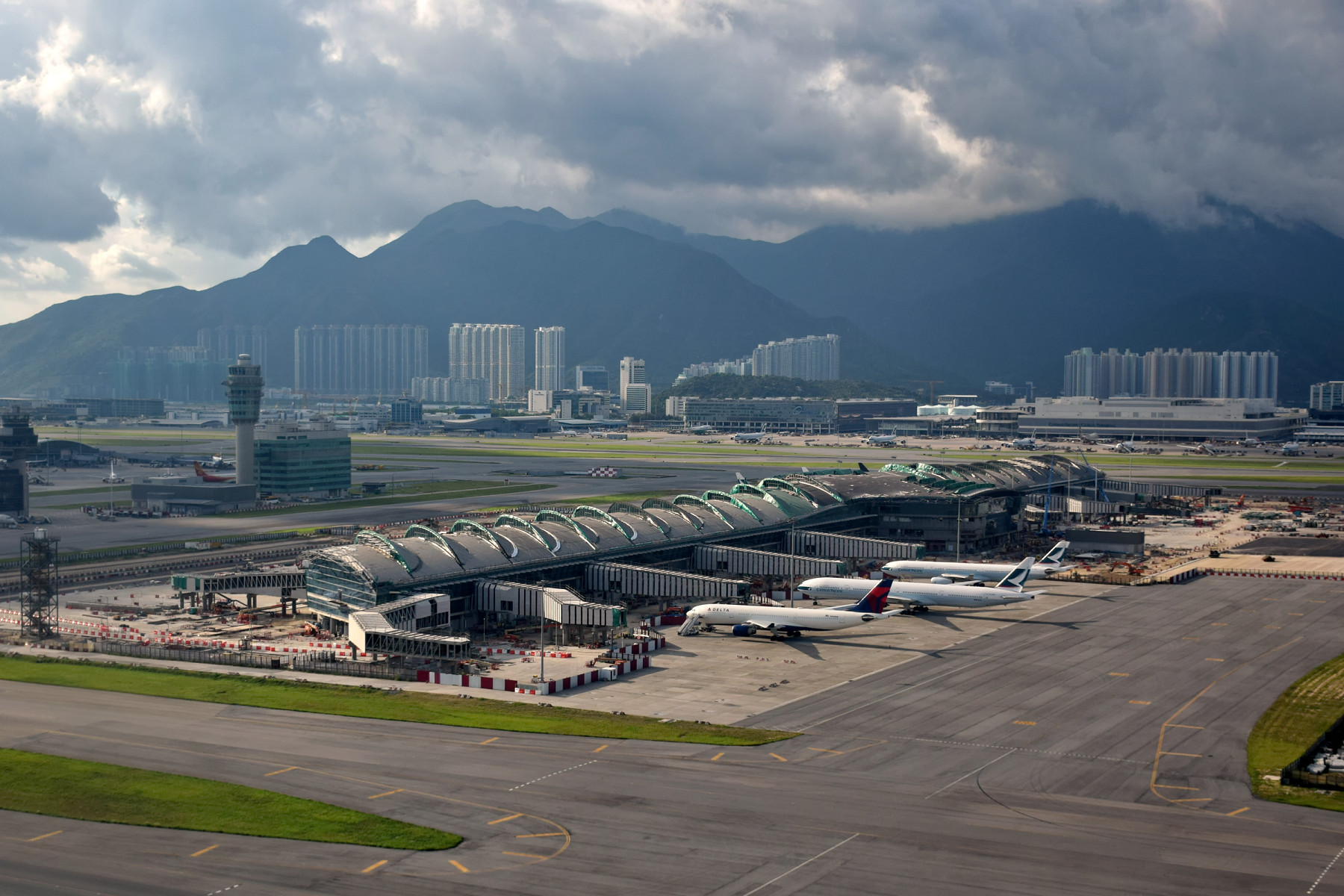
Hong Kong International Airport

Międzynarodowy Port Lotniczy Hongkong (ang. Hong Kong International Airport, kod IATA: HKG, kod ICAO: VHHH) – duży przesiadkowy międzynarodowy port lotniczy w Hongkongu. Posiada jeden z największych terminali pasażerskich świata. Jest głównym węzłem linii lotniczych Cathay Pacific, Hong Kong Express Airways i Hong Kong Airlines. W 2016 obsłużył ponad 75 mln pasażerów.
Zaprojektowany przez brytyjskie biuro architektoniczne sir Normana Fostera, port został oddany do użytku w 1998. Zastąpił dotychczasowe międzynarodowe lotnisko Hongkongu, Kai Tak, które ze względu na swoje położenie (w mieście) nie było w stanie obsłużyć rosnącego ruchu lotniczego.
Nowy port wybudowano niwelując poziom dwóch wysp i usypując platformę na której powstało lotnisko. Posiada dwie 3800-metrowe równoległe drogi startowe pozwalające na równoczesne starty i lądowania. Terminal został wzniesiony w układzie pirsowym, przywodzącym na myśl kształt samolotu. Na zachód od obecnego terminalu zaprojektowano miejsce na drugą część terminalu w kształcie litery X. Lotnisko posiada 2 wieże kontrolne, większą do obsługi ruchu międzynarodowego, drugą (mniejszą) do obsługi ruchu lokalnego, przy czym w razie awarii lub przeciążenia mniejsza wieża może przejąć do 45% ruchu lotniczego większej.

## Linie lotnicze i połączenia
Międzynarodowe lotnisko w Hongkongu obsługiwane jest przez 70 linii lotniczych, które oferują bezpośrednie połączenia do 129 portów lotniczych w 42 państwach Azji, Europy, Ameryki Północnej, Afryki i Oceanii:
| linia lotnicza                | Kierunek |
| ----------------------------- | --- |
| Aerofłot                      | 1. Moskwa-Szeremietiewo |
| AirAsia                       | 1. Kota Kinabalu 2. Kuala Lumpur 3. Penang |
| AirAsia X                     | 1. Kuala Lumpur |
| Air Busan                     | 1. Pusan |
| Air Canada                    | 1. Vancouver |
| Air China                     | 1. Pekin 2. Chengdu-Tianfu 3. Chongqing 4. Dalian 5. Hangzhou 6. Tiencin 7. Yinchuan |
| Air France                    | 1. Paryż-Charles de Gaulle |
| Air India                     | 1. Delhi |
| Air New Zealand               | 1. Auckland |
| Air Niugini                   | 1. Port Moresby |
| Air Premia                    | 1. Seul-Inczon |
| All Nippon Airways            | 1. Tokio-Haneda 2. Tokio-Narita |
| Asiana Airlines               | 1. Seul-Inczon |
| Bangkok Airways               | 1. Ko Samui |
| Batik Air Malaysia            | 1. Kuala Lumpur |
| British Airways               | 1. Londyn-Heathrow |
| Cambodia Angkor Air           | 1. Koror 2. Phnom Penh |
| Cathay Pacific                | 1. Amsterdam 2. Auckland 3. Bangkok-Suvarnabhumi 4. Barcelona 5. Pekin 6. Bengaluru 7. Boston 8. Brisbane 9. Cebu 10. Chengdu-Tianfu 11. Ćennaj 12. Chicago-O'Hare 13. Chongqing 14. Kolombo 15. Dallas-Fort Worth 16. Delhi 17. Denpasar 18. Dhaka 19. Dubaj 20. Frankfurt 21. Fukuoka 22. Fuzhou 23. Guangzhou 24. Haikou 25. Hangzhou 26. Hanoi 27. Ho Chi Minh 28. Dżakarta 29. Johannesburg 30. Kaohsiung 31. Katmandu 32. Kuala Lumpur 33. Londyn-Heathrow 34. Los Angeles 35. Madryt 36. Manchester 37. Manila 38. Melbourne 39. Mediolan-Malpensa 40. Mumbaj 41. Nagoja 42. Nankin 43. Nowy Jork-JFK 44. Ningbo 45. Osaka-Kansai 46. Paryż-Charles de Gaulle 47. Penang 48. Perth 49. Phnom Penh 50. Phuket 51. Qingdao 52. Rijad 53. San Francisco 54. Sapporo-Chitose 55. Seul-Inczon 56. Szanghaj-Hongqiao 57. Szanghaj-Pudong 58. Singapur 59. Surabaja 60. Sydney 61. Tajpej-Taiwan 62. Tokio-Haneda 63. Tokio-Narita 64. Toronto-Pearson 65. Vancouver 66. Wenzhou 67. Wuhan 68. Xiamen 69. Xi'an 70. Zhengzhou 71. Zurych Sezonowo: 1. Cairns 2. Christchurch |
| Cebu Pacific                  | 1. Cebu 2. Clark 3. Davao 4. Iloilo 5. Manila |
| China Airlines                | 1. Kaohsiung 2. Tajpej-Taiwan |
| China Eastern Airlines        | 1. Pekin-Daxing 2. Hangzhou 3. Hefei 4. Hohhot 5. Kunming 6. Lanzhou 7. Linyi 8. Nankin 9. Ningbo 10. Szanghaj-Hongqiao 11. Szanghaj-Pudong 12. Taiyuan 13. Wuhan 14. Wuxi 15. Xi'an 16. Yantai |
| China Southern Airlines       | 1. Pekin-Daxing 2. Harbin 3. Kashgar 4. Shenyang 5. Shiyan 6. Urumczi |
| Emirates                      | 1. Bangkok-Suvarnabhumi 2. Dubaj |
| Ethiopian Airlines            | 1. Addis Abeba 2. Bangkok-Suvarnabhumi 3. Manila |
| EVA Air                       | 1. Kaohsiung 2. Tajpej-Taiwan |
| Fiji Airways                  | 1. Nadi |
| Finnair                       | 1. Helsinki |
| Garuda Indonesia              | 1. Dżakarta |
| Greater Bay Airlines          | 1. Bangkok-Suvarnabhumi 2. Haikou 3. Manila 4. Osaka-Kansai 5. Sendai 6. Seul-Inczon 7. Tajpej-Taoyuan 8. Tokushima 9. Tokio-Narita 10. Yonago 11. Zhoushan |
| Hainan Airlines               | 1. Haikou |
| HK Express                    | 1. Bangkok-Don Muang 2. Bangkok-Suvarnabhumi 3. Pekin-Daxing 4. Pusan 5. Chiang Mai 6. Clark 7. Đà Nẵng 8. Fukuoka 9. Hanoi 10. Hiroshima 11. Hualian 12. Czedżu 13. Kaohsiung 14. Manila 15. Nagoja 16. Ningbo 17. Osaka-Kansai 18. Penang 19. Phuket 20. Phu Quoc 21. Sanya 22. Sendai 23. Seul-Inczon 24. Taizhong 25. Tajpej-Taoyuan 26. Takamatsu 27. Tokio-Haneda 28. Tokio-Narita |
| Hong Kong Airlines            | 1. Bangkok-Suvarnabhumi 2. Pekin 3. Pekin-Daxing 4. Chengdu-Tianfu 5. Chiang Mai 6. Chongqing 7. Đà Nẵng 8. Denpasar 9. Fukuoka 10. Haikou 11. Hangzhou 12. Kagoshima 13. Kumamoto 14. Nagoja 15. Naha 16. Nankin 17. Osaka-Kansai 18. Phuket 19. Saipan 20. Sanya 21. Sapporo-Chitose 22. Sendai 23. Seul-Inczon 24. Szanghaj-Hongqiao 25. Szanghaj-Pudong 26. Taizhong 27. Tajpej-Taoyuan 28. Tokio-Narita 29. Wientian 30. Xining Czartery: 1. Dunhuang 2. Koror Sezonowo: 1. Gold Coast 2. Hakodate 3. Male 4. Yonago |
| IndiGo                        | 1. Delhi |
| Indonesia AirAsia             | 1. Denpasar 2. Dżakarta |
| Japan Airlines                | 1. Tokio-Haneda 2. Tokio-Narita |
| Jeju Air                      | 1. Czedżu 2. Seul-Inczon |
| Jin Air                       | 1. Seul-Inczon |
| Juneyao Airlines              | 1. Szanghaj-Pudong |
| KLM                           | 1. Amsterdam |
| Korean Air                    | 1. Seul-Inczon |
| Loong Air                     | 1. Hangzhou |
| Lufthansa                     | 1. Frankfurt |
| Malaysia Airlines             | 1. Kuala Lumpur |
| MIAT Mongolian Airlines       | 1. Ułan Bator |
| Nepal Airlines                | 1. Katmandu |
| Peach                         | 1. Osaka-Kansai |
| Philippine Airlines           | 1. Manila |
| Philippines AirAsia           | 1. Manila |
| Qantas                        | 1. Melbourne 2. Sydney |
| Qatar Airways                 | 1. Doha |
| Qingdao Airlines              | 1. Qingdao 2. Zhangjiajie |
| Ruili Airlines                | 1. Nanning 2. Xishuangbanna |
| Royal Brunei Airlines         | 1. Bandar Seri Begawan |
| Scoot                         | 1. Singapur |
| Shandong Airlines             | 1. Jinan 2. Qingdao |
| Shanghai Airlines             | 1. Szanghaj-Hongqiao 2. Szanghaj-Pudong |
| Shenzhen Airlines             | 1. Chengdu-Tianfu 2. Nantong 3. Quanzhou 4. Wuxi |
| Sichuan Airlines              | 1. Chengdu-Tianfu |
| Singapore Airlines            | 1. Singapur |
| Spring Airlines               | 1. Szanghaj-Pudong |
| Starlux Airlines              | 1. Tajpej-Taoyuan |
| Swiss International Air Lines | 1. Zurych |
| Thai AirAsia                  | 1. Bangkok-Don Muang 2. Chiang Mai |
| Thai Airways International    | 1. Bangkok-Suvarnabhumi |
| Thai Lion Air                 | 1. Bangkok-Don Muang |
| Turkish Airlines              | 1. Stambuł |
| T'way Air                     | 1. Seul-Inczon |
| United Airlines               | 1. Los Angeles 2. San Francisco |
| Urumqi Air                    | 1. Urumczi |
| VietJet Air                   | 1. Đà Nẵng 2. Ho Chi Minh 3. Phú Quốc |
| Vietnam Airlines              | 1. Hanoi |
| Xiamen Air                    | 1. Fuzhou 2. Hangzhou 3. Quanzhou 4. Xiamen |